# Абашский муниципалитет
Абашский муниципалитет (груз. აბაშის მუნიციპალიტეტი abašis municipʼalitʼetʼi) — муниципалитет в Грузии, входящий в состав края Самегрело-Верхняя Сванетия. Находится на западе Грузии, на территории исторической области Мегрелия. Административный центр — Абаша.

## История
Исторически входил в состав Княжества Мегрелия, вместе с которым был присоединён к Российской империи в 1803 году. После упразднения княжества в 1867 году территория муниципалитета была включена в состав Сенакского уезда Кутаисской губернии.
По первому варианту советского административного деления территория продолжала входить в состав Сенакского уезда. Абашский район был создан в 1929 году с центром в селе Абаша (пгт с 22 апреля 1946 года, город с 1964 года). В 1962 году был упразднён, территория включена в состав Гегечкорского района (ныне Мартвильский муниципалитет). 23 декабря 1964 года был восстановлен Абашский район.
В советское время Абашский район стал известен прежде всего благодаря так называемому Абашскому эксперименту. В плодородном, но одном из самых отсталых районов Грузии в 1974 году было создано первое в СССР Абашское районное объединение по управлению сельским хозяйством, через 4 года получившее статус районного сельскохозяйственного объединения, позднее районное аграрно-промышленное объединение (РАПО). Оно объединило все местные колхозы и совхозы, оплата рассчитывалась по так называемой венгерской системе — в виде доли от общего урожая, что повысило материальную заинтересованность рядовых работников. В масштабах Западной Грузии за короткое время этот эксперимент показал значительное увеличение урожая кукурузы, винограда и других культур. За счёт отчислений от общей прибыли были созданы централизованные фонды, из которых средства распределялись централизованно на развитие производства, на социально-культурные мероприятия и строительство жилья, а также на материальное поощрение  (недоступная ссылка). Считается, что этот эксперимент был спланирован под влиянием пребывания Ю. В. Андропова в Венгрии в 1950-е годы.
В 2006 году Абашский район переименован в Абашский муниципалитет.

## Население и язык
По состоянию на 1 января 2018 года численность населения муниципалитета составила 20 845 жителей, на 1 января 2014 года — 27,5 тыс. жителей.
Согласно переписи 2002 года население района (муниципалитета) составило 28 707 человек. По оценке на 1 января 2008 года — 27,9 тыс. человек.
Большинство населения составляют мегрелы, причисляемые к грузинам.
Лингвистически территория муниципалитета подразделяется на две примерно равные части: к западу от реки Ногела говорят преимущественно по-мегрельски, к востоку — по-грузински.
| Грузины       | 28 474 | 99,19 %  |
| Русские       | 124    | 0,43 %   |
| Абхазы        | 32     | 0,11 %   |
| Украинцы      | 15     | 0,05 %   |
| Осетины       | 14     | 0,05 %   |
| Армяне        | 11     | 0,04 %   |
| Азербайджанцы | 10     | 0,03 %   |
| всего         | 28 707 | 100,00 % |

| Грузины  | 22 258 | 99,63 %  |
| Русские  | 51     | 0,23 %   |
| Украинцы | 7      | 0,03 %   |
| Осетины  | 5      | 0,02 %   |
| другие   | 20     | 0,09 %   |
| всего    | 22 341 | 100,00 % |

## Административное деление
Территория муниципалитета разделена на 16 сакребуло:
- 1 городское (kalakis) сакребуло:
- 11 общинных (temis) сакребуло:
- 4 деревенских (soplis) сакребуло:

## Список населённых пунктов
- Абаша, город (груз. აბაშა)
- Абашиспири (груз. აბაშისპირი)
- Булвани (груз. ბულვანი)
- Гагма-Занати (груз. გაღმა ზანათი)
- Гагма-Кодори (груз. გაღმა კოდორი)
- Гамогма-Занати (груз. გამოღმა ზანათი)
- Гамогма-Кодори (груз. გამოღმა კოდორი)
- Гауцкинари (груз. გაუწყინარი)
- Гезати (груз. გეზათი)
- Гугунакати (груз. გუგუნაყათი)
- Гулейкари (груз. გულეიკარი)
- Гулухети (груз. გულუხეთი)
- Дзвели-Абаша (груз. ძველი აბაშა)
- Дзигури (груз. ძიგური)
- Квишанчала (груз. ქვიშანჭალა)
- Кетилари (груз. კეთილარი)
- Колобани (груз. ქოლობანი)
- Маидани (груз. მაიდანი)
- Марани (груз. მარანი)
- Маранчала (груз. მარანჭალა)
- Мацховрискари (груз. მაცხოვრისკარი)
- Наэсакао (груз. ნაესაკაო)
- Онтопо (груз. ონტოფო)
- Норио (груз. ნორიო)
- Пирвели-Маиси (груз. პირველი მაისი)
- Сабокучаво (груз. საბოკუჩავო)
- Сагвазаво (груз. საგვაზავო)
- Самикао (груз. სამიქაო)
- Сепиети (груз. სეფიეთი)
- Суджуна (груз. სუჯუნა)
- Тквири (груз. ტყვირი)
- Тхмелари (груз. თხმელარი)
- Цаликари (груз. წალიკარი)
- Цилори (груз. ცილორი)
- Цкеми (груз. წყემი)
- Эцери (груз. ეწერი)